# Karmen (ime)
Karmen je žensko osebno ime.

## Izvor imena
Ime Karmen izhaja iz imena Carmen, ki ga nekateri razlagjo kot simbolično ime iz latinske besede carmen v pomenu besede »pesem«. Špansko ime Carmen pa izhaja iz imena Maria del Carmen, to je Marija Karmelska. Špansko ime Carmen ustreza imenu Karmel, kot se imenuje v Bibliji gora blizu sredozemskega pristanišča Haifa v severnem Izraelu.

## Različice imena
Carmen, Carmela, Karma, Karmel, Karmela, Karmelina, Karmelita, Karmena, Karmenca, Karmenka, Karmi, Karmica, Karmila, Karmina

## Tujejezične različice imena
- pri Angležih: Carmel, Carmen
- pri Hrvatih: Karmen
- pri Islandcih: Carmen
- pri Kataloncih: Carme
- pri Madžarih: Kármen
- pri Nemcih: Karmela
- pri Poljakih: Karmen, Carmen
- pri Portugalcih: Carmo
- pri Špancih: Carmen

## Pogostost imena
Po podatkih Statističnega urada Republike Slovenije je bilo na dan 31. decembra 2007 v Sloveniji število ženskih oseb z imenom Karmen: 4.497. Med vsemi ženskimi imeni pa je ime Karmen po pogostosti uporabe uvrščeno na 62. mesto.

## Osebni praznik
Osebe z imenom Karmen godujejo 16. julija, ko je praznik Karmelske Matere božje.

## Zanimivost
Znamenita Karmen je Carmen, junakinja istoimenske opere Carmen skladatelja G. Bizeta.